# Rakamaz
Rakamaz är en mindre stad i Norra Slättlandet, Szabolcs-Szatmár-Bereg, Ungern. Den hade 4 298 invånare den 1 januari 2017.